# Карпенко Віктор Степанович
Віктор Степанович Карпенко (28 жовтня 1923, Іванівка — 21 вересня 2003) — український уролог, доктор медичних наук, професор.

## Біографія
Народився 28 жовтня 1923 року в селі Іванівці (тепер Ставищенського району на Київської області) в селянській сім'ї. Потім родина переїхала на Донеччину, де хлопець в 1941 році закінчив середню школу.
Під час німецько-радянської війни пішов добровольцем в Червону армію і був направлений на навчання на перший курс у Військово-медичну академію у Куйбишев, а у 1942 році, після другого курсу, був переведений в Київське військово-медичне училище, евакуйоване на Урал. У серпні 1943 року під час Курської битви став фельдшером танкового батальйону Кантемирівської дивізії. Брав участь у відвоюванні України, був тричі поранений, нагороджений бойовими нагородами.
У 1945 році зарахований на третій курс Донецького медичного інституту, який закінчив у 1948 році. Три роки був головним лікарем і хірургом шахтарської лікарні місті Чистяковому (нині Торез Донецької області). З 1952 по 1968 рік працював у клініці факультетської хірургії Донецького медичного інституту, завідував кафедрою хірургії. Був учнем хірурга Каро Овнатаняна.
У 1957 році захистив кандидатську дисертацію. Розроблений ним розріз Овнатаняна—Карпенка широко використовується урологами при операціях на тазовому відділі сечоводу, сечовому міхурі і передміхуровій залозі. У 1961–1968 роках створив і очолив кардіохірургію в Донбасі. В 1968 році захистив докторську дисертацію.
В 1969 році призначений директором Київського науково-дослідного інституту урології та нефрології МОЗ України. В 1969–1987 роках був головним урологом МОЗ УРСР, у 1969–1996 роках — очолював також Клініку пластичної урології.

Могила Віктора Карпенка

Помер 21 вересня 2003 року. Похований в Києві на Байковому кладовищі (ділянка № 33).

## Наукова і громадська діяльність
Автор понад 300 друкованих наукових праць, у тому числі 11 монографій, а також книг мемуарів «55 років у хірургії» (2002) і «60 років у хірургії» (2003).
Зі своїми співробітниками описав нову хворобу — склероз передміхурової залози, вивчив її клініку, розробив діагностику і запропонував ефективне хірургічне лікування, якого не існувало раніше для цієї категорії хворих.
Був членом Міжнародного і Європейського товариств урологів, почесним членом наукових товариств урологів Росії, Білорусі та медичного Товариства Пуркіне (Прага), членом наукової ради з трансплантології та штучних органів при президії Російської академії медичних наук, заступником голови бюро наукової ради «Урологія й оперативна нефрологія» АМН СРСР.

## Відзнаки
Заслужений діяч науки УРСР, лауреат Державної премії України в галузі науки і техніки (1983; за цикл робіт «Обґрунтування, комплексна розробка та впровадження в широку медичну практику методів діагностики, лікування і профілактики захворювань передміхурової залози — простатиту, склерозу, аденоми»).
Нагороджений орденами Червоної Зірки, Вітчизняної війни II ступеня, Трудового Червоного Прапора, Вітчизняної війни I ступеня, Леніна.